# Mistrzostwa Świata Strongman 1978
Mistrzostwa Świata Strongman 1978 – doroczne, indywidualne zawody siłaczy.
WYNIKI ZAWODÓW:

Data: 1978 r.

Miejsce: Universal Studios (stan Kalifornia)  Stany Zjednoczone
| Miejsce | Zawodnik       | Kraj              | Punkty |
| ------- | -------------- | ----------------- | ------ |
| 1.      | Bruce Wilhelm  | Stany Zjednoczone | 64,33  |
| 2.      | Don Reinhoudt  | Stany Zjednoczone | 58     |
| 3.      | Lars Hedlund   | Szwecja           | 38,9   |
| 4.      | John Kolb      | Stany Zjednoczone | 23,4   |
| 5.      | Gus Rethwisch  | Stany Zjednoczone | 16,73  |
| 6.      | Boris Djerassi | Izrael            | 15,23  |
| 7.      | Brian Oldfield | Stany Zjednoczone | 12     |
| 8.      | Ivan Putski    | Polska            | 5,4    |
| 9.      | John Matuszak  | Stany Zjednoczone | 4      |
| 10.     | Jack Wright    | Stany Zjednoczone | 0      |